# ヴィクセン (バンド)
ヴィクセン（Vixen）は、アメリカ合衆国のガールズメタル・バンド。
1980年代のHR/HMムーブメント期から活動するグループの一つ。女性版ボン・ジョヴィなどとも呼ばれ、キャッチーなヘヴィサウンドを奏でるスタイルで人気を博した。一度解散したが、2000年代から本格再始動している。

## 歴史

### 結成期

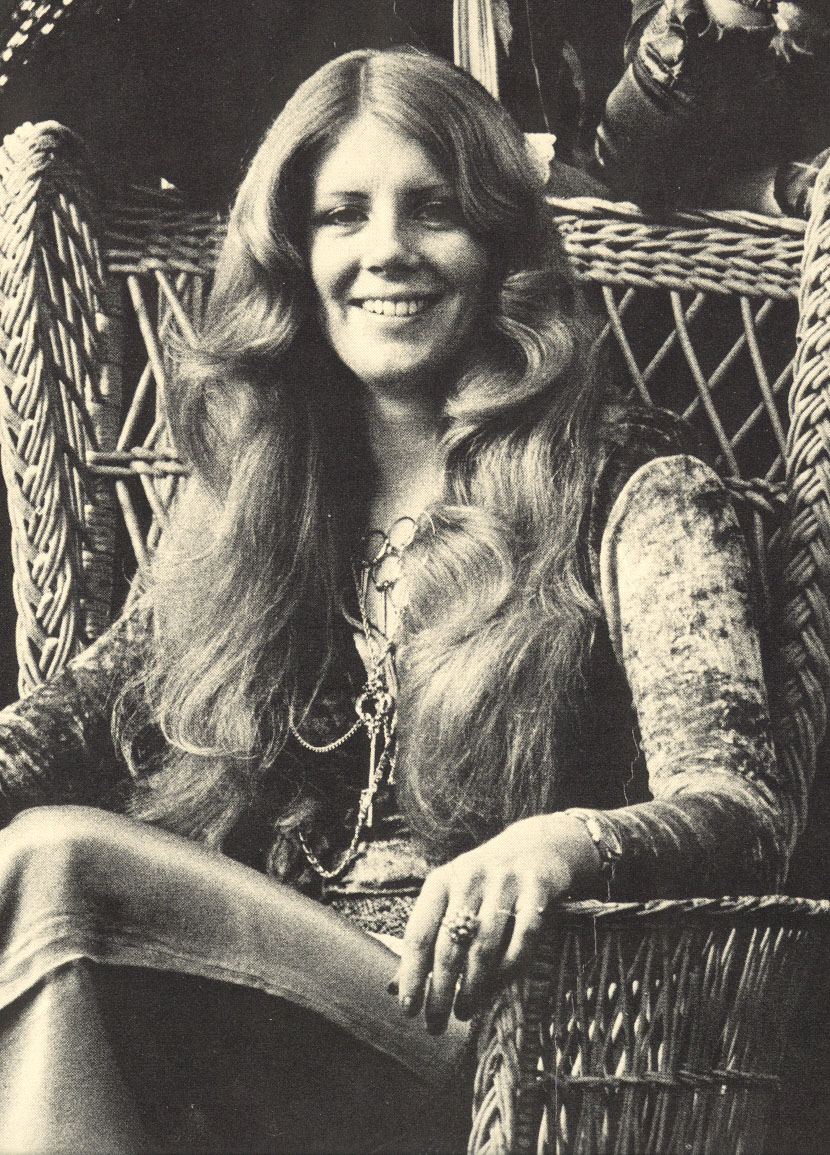
創設者ジャン・クエネムンド

ヴィクセンは1980年に、当時高等学校に通っていたギタリスト、ジャン・クエネムンドによって、ミネソタ州のセントポールで結成される。1983年には、ボーカル兼ギターのジャネット・ガードナーとベースのリザ・カービを迎えるが、その後数年に渡っていくつかのメンバー変更があり（中には後にスティーヴ・ヴァイの妻となる人物もいた）、1987年にはボーカルのジャネット・ガードナー、ギターのジャン・クエネムンド、ドラムスのロクシー・ペトルッチ、ベースのシェア・ペダーセンの4人のメンバーで多大な人気を博したものの、1991年からは一時活動を休止することとなる。
活動を再開したのは1997年のことであり、ボーカル兼ギターのジャネットとドラムスのロクシー、新メンバーとしてギターのジーナ・スタイルとベースのラナ・ロス（1998年にはロクシーの姉妹であるマキシン・ペトルッチに変更）を迎えてアメリカでのライブ・ツアーなどを行う。しかし1998年にヴィクセンは再度活動を休止し、次に活動が再開するのは2001年のこととなる。

### 2000年代再始動以降
2001年の活動再開時にヴィクセンのメンバーは、ベースのシェアがパット・ホローウェイに変更された事を除いて、1987年時点でのオリジナル・メンバーで活動を始める。しかし2001年のライブ・ツアー中に、ジャンと他の3人のメンバーが仲違いしてしまい、急遽ラインナップが変更され、ジャンを除くメンバーがジェナ・サンズ・アジェロ、リン・ルイーズ・ロウリー、カット・クラフトに交代された。2004年にアメリカのテレビチャンネル、VH1の『Bands Reunited』で1度、オリジナル・メンバーでのライブが行われているが、その後も、2001年交代時のメンバーで活動した。
2012年、在籍しているジャン、そしてジャネット、シェア、ロキシーが復帰しての、全盛期メンバーによる再結成の話が再び持ち上がる。しかしジャンが癌に冒されてしまう。9か月に及ぶ闘病の末、2013年10月に死去し。ツアー計画も頓挫してしまった。
12月になって、残ったジャネット、シェア、ロキシーの3名はジャンの遺志を尊重し、バンドの継続を決定。ジャンの後任には、1990年代後半に短期間バンドに参加していたジーナ・スタイルが復帰し、翌2014年からジャンを追悼するライブを行う。
2017年3月、ジーナが脱退し、ブリット・ライトニングに交代。

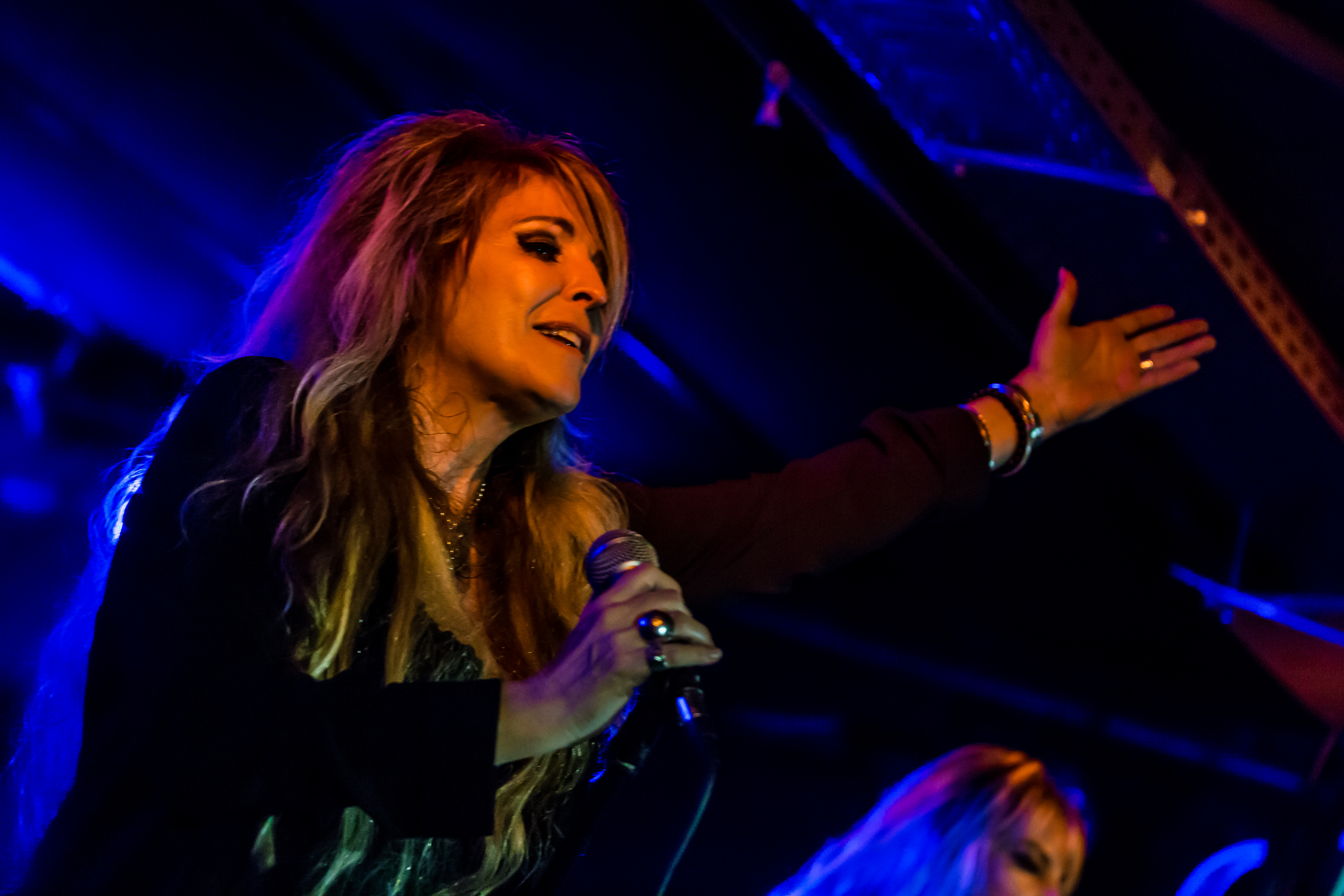
ジャネット・ガードナー（2018年）

2019年1月、長年ボーカルを務めた中心メンバー、ジャネット・ガードナーが降板。後任にはガールズバンド「ファム・ファタル」のボーカリスト、ロレイン・ルイスが加入する。
2022年、シェア・ロスが降板し、後任にリッチー・コッツェンの妻としても知られるジュリア・ラーゲが加入する。これで1980年代の全盛期を知るメンバーは、ロキシー・ペトルッチのみとなった。
2024年、リードボーカルのロレイン・ルイスが降板し、後任にブラック・ローズ・メイズのボーカリスト ローザ・ラリッチウタが加入。

## メンバー
※2024年8月時点。基本すべてのメンバーがバッキング・ボーカルを担当する。

### 現ラインナップ
- ロキシー・ペトルッチ (Roxy Petrucci) - ドラムス (1986年–1992年、1997年–1998年、2001年、2004年、2012年– )
- ブリット・ライトニング (Britt Lightning / 本名：ブリタニー・デナロ (Brittany Denaro)) - ギター (2017年– )
- ジュリア・ラーゲ (Julia Lage) - ベース (2022年– )
- ローザ・ラリッチウタ (Rosa Laricchiuta) - ボーカル (2024年– )

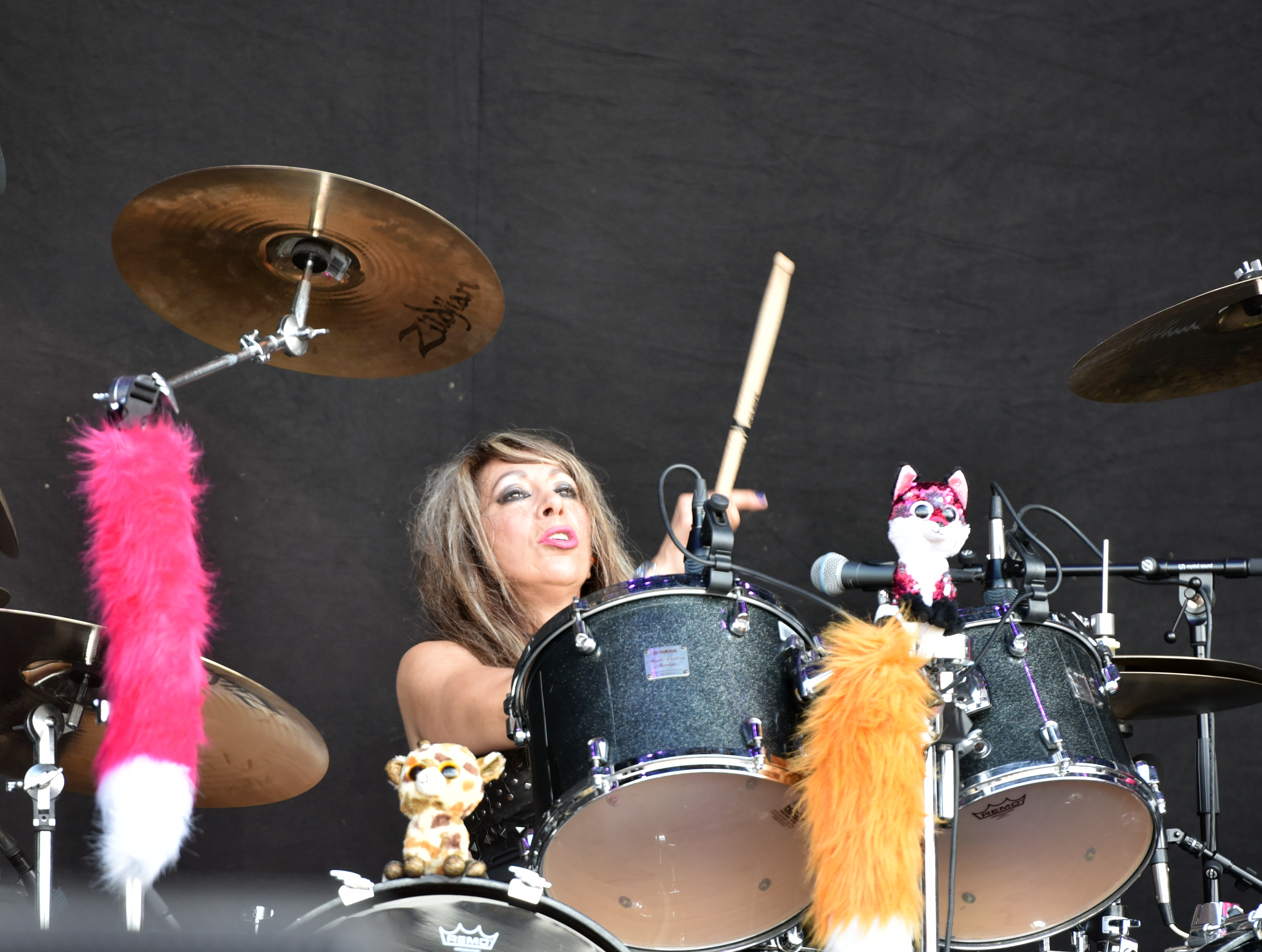
ロキシー・ペトルッチ（2023年）
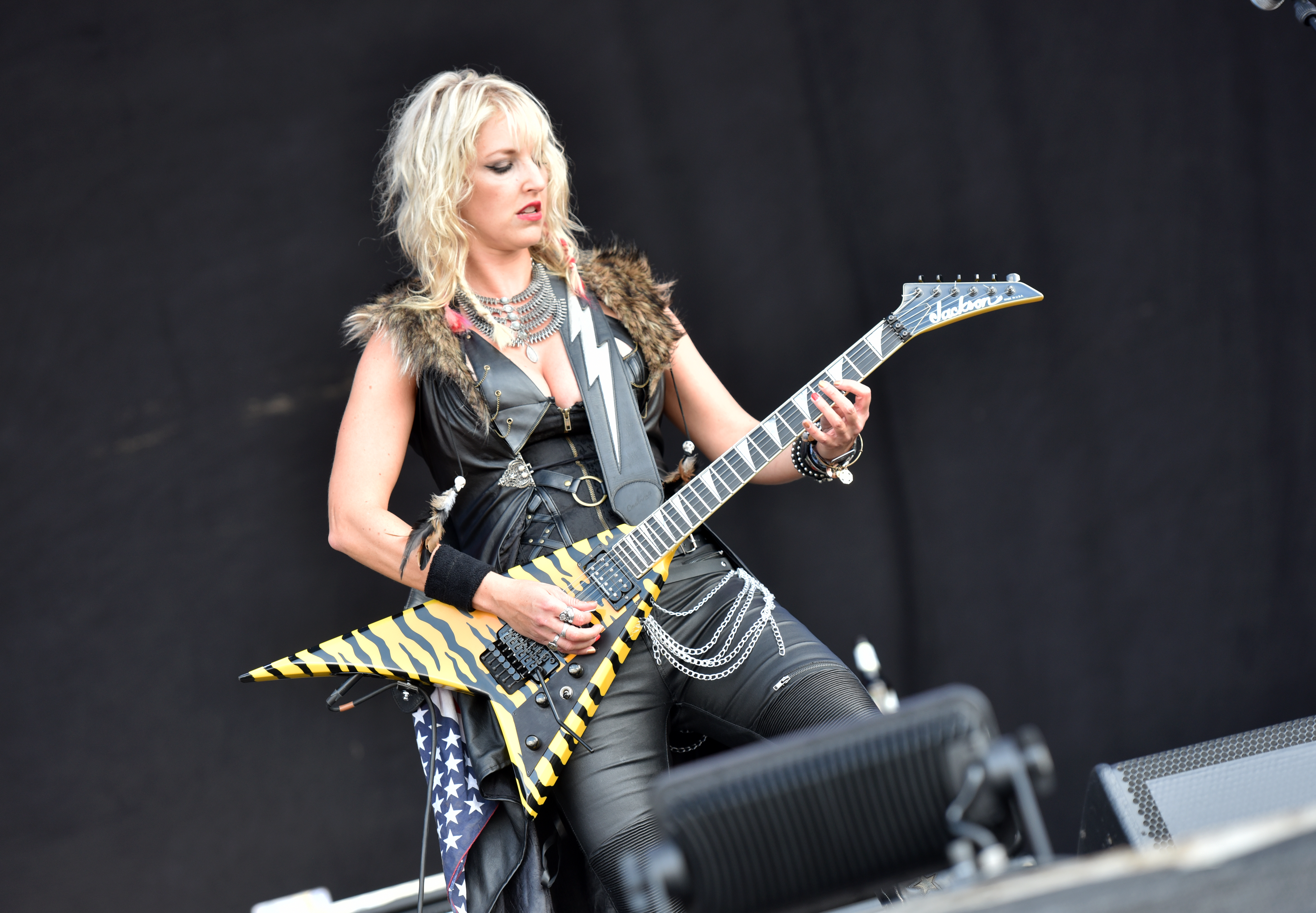
ブリット・ライトニング（2023年）
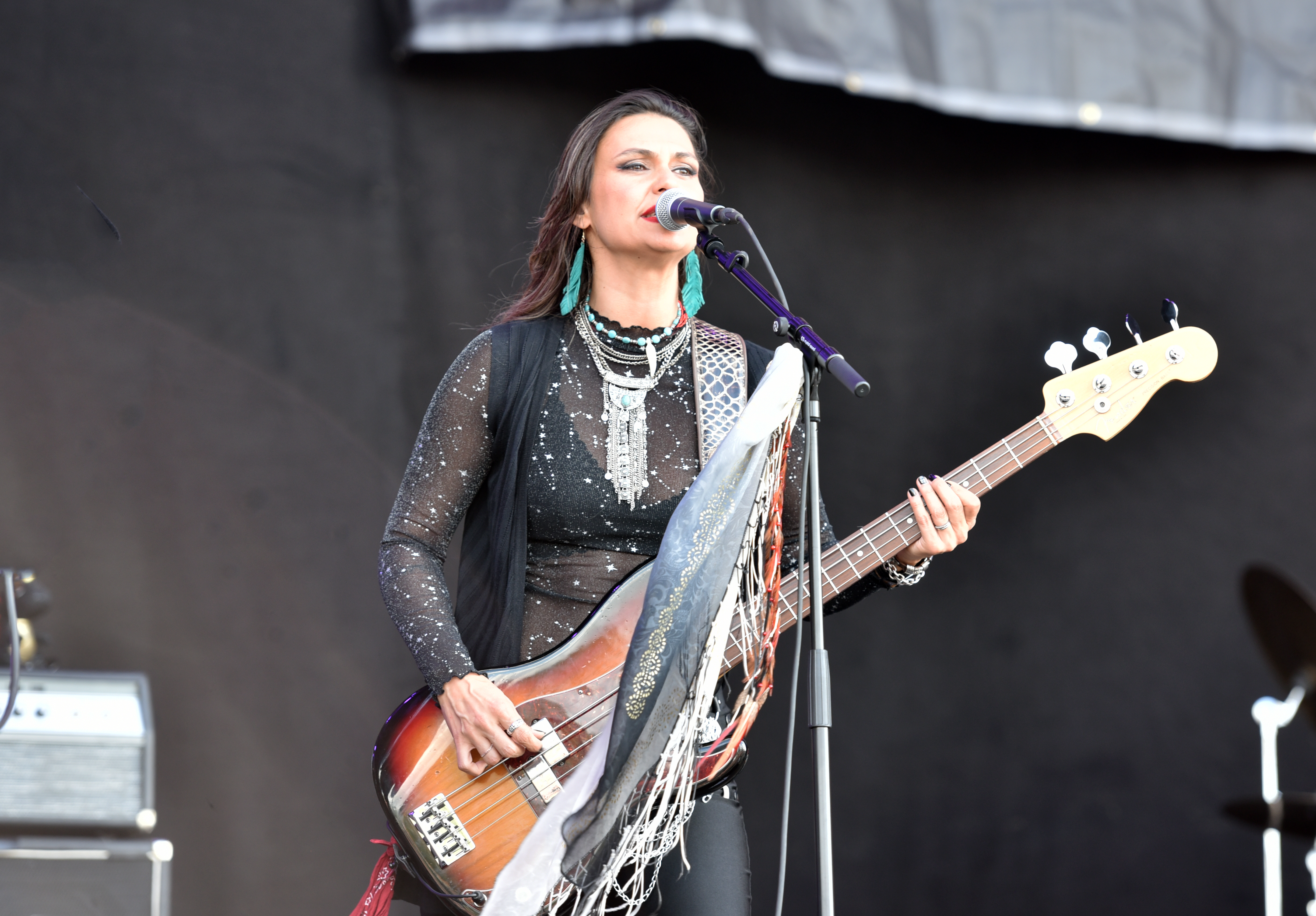
ジュリア・ラーゲ（2023年）

### 旧メンバー
- ジャン・クエネムンド (Janice Lynn "Jan" Kuehnemund) - リードギター (1980年–1992年、2001年–2013年) ※2013年死去
- ノエル・ブッチ (Noelle Bucci) – ボーカル (1980年–1983年)
- ローリー・ヘッドルンド (Laurie Hedlund) - ドラムス (1980年–1983年、1984年–1986年)
- ゲイル・エリクソン＝デマトフ (Gayle Erickson-DeMatoff) - ベース (1980年–1983年)
- シンディ・ベッチャー (Cindy Boettcher) - キーボード (1980年–1983年) ※2014年死去
- ジャネット・ガードナー (Janet Patricia Gardner) - ボーカル (1983年–1992年、1997年–1998年、2001年、2004年、2012年–2019年)、リズムギター (1983年–1984年、1986年–1992年、1997年–1998年、2001年、2004年、2012年–2019年)
- ライザ・カービ (Liza Carbé) – ベース (1983年–1984年)
- タマラ・イヴァノフ (Tamara Ivanov) – リズムギター (1984年–1986年)
- ピア・マイオッコ (Pia Maiocco) – ベース (1984年–1986年)
- シェア・ロス (Share Ross / 旧名：シェア・ペダーセン (Sharon Pedersen)) - ベース (1987年–1992年、2004年、2012年– )
- ジーナ・スタイル (Gina Stile) – リードギター (1997年–1998年、2013年–2017年)
- ラナ・ロス (Rana Ross) – ベース (1997年–1998年) ※2003年死去
- マキシン・ペトルッチ (Maxine Petrucci) – ベース (1998年)
- パット・ホロウェイ (Pat Holloway) – ベース (2001年)
- ジェナ・サンズ・アジェロ (Jenna Sanz-Agero) - ボーカル (2001年–2004年、2004年–2012年)
- リン・ルイーズ・ロウリー (Lynn Louise Lowrey) - ベース (2001年–2004年、2004年–2012年)
- カット・クラフト (Kathrin "Kat" Kraft) - ドラムス (2001年–2004年、2004年–2012年)
- ロレイン・ルイス (Lorraine Lewis) - ボーカル (サポート2018年、正規2019年–2024年)

## ディスコグラフィ

### スタジオ・アルバム
- 『ヴィクセン』 - Vixen (1988年)
- 『レヴ・イット・アップ』 - Rev It Up (1990年)
- Tangerine (1998年)
- Live & Learn (2006年)

### ライブ・アルバム
- Live in Sweden (2013年)
- Live Fire (2018年)

### コンピレーション・アルバム
- The Best of Vixen: Full Throttle (1999年)
- Back 2 Back Hits (2000年)
- Extended Versions (2006年)
- Rare Vintage (2018年)

### シングル
| ブロークン・ハート "Edge of a Broken Heart"   | 1988 | 26 | 24 | 51 | ヴィクセン           |
| クライング "Cryin'"                           | 1989 | 22 | 22 | 27 | ヴィクセン           |
| "Love Made Me"                                | 1989 | —  | —  | 36 | ヴィクセン           |
| "Edge of a Broken Heart"                      | 1989 | —  | —  | 59 | ヴィクセン           |
| ハウ・マッチ・ラヴ "How Much Love"            | 1990 | 44 | 11 | 35 | レヴ・イット・アップ |
| ラヴ・イズ・ア・キラー "Love Is a Killer"     | 1990 | 71 | —  | 41 | レヴ・イット・アップ |
| "Not a Minute Too Soon"                       | 1991 | —  | —  | 37 | レヴ・イット・アップ |
| "—"は、チャートに掲載されなかった録音を示す。 |      |    |    |    |                      |